# 安井飛馬
安井 飛馬（やすい ひゅうま、2000年12月29日 ‐ ）は、日本の男性プロ総合格闘家。宮崎県宮崎市出身。JAPAN TOP TEAM所属。

## 来歴
小学生のころから人と戦うことに関心を持ち、柔道の名シーン集をYouTubeで見たことをきっかけに中学1年生から柔道を始める。地区大会で3位の成績を残し、柔道の強豪校である宮崎日本大学高等学校に入学。高校3年生の時に「平成30年度 宮崎県 ジュニア柔道体重別選手権大会」の55kg級で優勝。
関西学院大学在籍中に大阪の総合格闘技道場コブラ会で総合格闘技を趣味の一環として習い始める。大学3年時に出場した柔道の「令和3年度 兵庫県 学生体重別選手権大会」73kg級で優勝。

### BreakingDown出場
大学在学中の2021年7月、BreakingDownの第1回大会に出場。空手で全国大会入賞経験がある大黒力斗との試合で判定勝利し、ベストバウト賞を受賞。
その後、BreakingDownで2連勝。その際に朝倉未来にスカウトされ、今後は1年間、朝倉未来1年チャレンジ2期生として活動し、プロ総合格闘家の道を目指すことを決意。
2022年6月、練習中に膝を負傷して半月板損傷したことで手術となりリハビリに専念。2023年2月1日より、トライフォース赤坂（現JAPAN TOP TEAM）のある東京に活動拠点を移した。
2023年、BreakingDownで2連勝後、主戦場をDEEPに移してアマチュアDEEPで2連勝。
関西学院大学卒業。
2024年4月13日、DEEP FUTURE KING TOURNAMENT 2023のライト級部門にエントリーして4連勝（4連続フィニッシュ）して優勝。

### プロデビュー
2024年8月31日、DEEP SUMMER FESTIVAL 2024で総合格闘家としてプロデビュー。劉獅とフェザー級で対戦し、3-0の判定勝ち。
2024年12月8日、DEEP 123 IMPACTで牧野滉風と対戦し、1ラウンド61秒で裏十字固めで一本勝ち。
2024年12月31日にRIZINが開催した「RIZIN DECADE」で行われた、朝倉未来率いる「BreakingDown軍」と平本蓮率いる「BLACK ROSE軍」の対抗戦『雷神番外地』に「BreakingDown軍」の選手として出場。黒薔薇くんこと鈴木博昭と対戦し、判定3-0で勝利。

## 人物
アマチュア時代に1年間、三崎優太と朝倉未来の資金援助を受けて格闘技に励んだ。
2021年8月12日にYouTubeチャンネルを開設。動画の編集兼マネージャーは高校の同級生が行っている。

## 戦績

### プロ総合格闘技
| 総合格闘技 戦績 | 総合格闘技 戦績 | 総合格闘技 戦績 | 総合格闘技 戦績 | 総合格闘技 戦績 | 総合格闘技 戦績 | 総合格闘技 戦績 |
| --------------- | --------------- | --------------- | --------------- | --------------- | --------------- | --------------- |
| 3 試合          | (T)KO           | 一本            | 判定            | その他          | 引き分け        | 無効試合        |
| 3 勝            | 0               | 1               | 2               | 0               | 0               | 0               |
| 0 敗            | 0               | 0               | 0               | 0               | 0               | 0               |

| 勝敗 | 対戦相手   | 試合結果           | 大会名                    | 開催年月日     |
| ○    | 黒薔薇くん | 5分3R終了 判定3-0  | RIZIN DECADE              | 2024年12月31日 |
| ○    | 牧野滉風   | 1R 1:01 裏十字固め | DEEP 123 IMPACT           | 2024年12月8日  |
| ○    | 劉獅       | 5分2R終了 判定3-0  | DEEP SUMMER FESTIVAL 2024 | 2024年8月31日  |

### アマチュア総合格闘技
| 総合格闘技 戦績 | 総合格闘技 戦績 | 総合格闘技 戦績 | 総合格闘技 戦績 | 総合格闘技 戦績 | 総合格闘技 戦績 | 総合格闘技 戦績 |
| --------------- | --------------- | --------------- | --------------- | --------------- | --------------- | --------------- |
| 12 試合         | (T)KO           | 一本            | 判定            | その他          | 引き分け        | 無効試合        |
| 12 勝           | 1               | 7               | 4               | 0               | 0               | 0               |
| 0 敗            | 0               | 0               | 0               | 0               | 0               | 0               |

| 勝敗 | 対戦相手           | 試合結果                   | 大会名                                                          | 開催年月日     |
| ○    | 石塚一             | 2R 3:19 腕ひしぎ十字固め   | DEEP FUTURE KING TOURNAMENT 2023 【ライト級トーナメント決勝】   | 2024年4月13日  |
| ○    | 佐藤蔵之介         | 1R TKO（グラウンドパンチ） | DEEP FUTURE KING TOURNAMENT 2023 【ライト級トーナメント準決勝】 | 2024年4月13日  |
| ○    | 菊川イサム         | 1R 腕ひしぎ十字固め        | DEEP FUTURE KING TOURNAMENT 2023 【ライト級トーナメント2回戦】  | 2024年4月13日  |
| ○    | 斎藤広武           | 1R リアネイキッドチョーク  | DEEP FUTURE KING TOURNAMENT 2023 【ライト級トーナメント1回戦】  | 2024年4月13日  |
| ○    | カンジ             | 1分1R+延長1R 判定5-0       | BreakingDown11                                                  | 2024年2月18日  |
| ○    | 橋本玲音夢         | 1R 1:56 腕ひしぎ十字固め   | DEEP 117 IMPACT                                                 | 2023年12月10日 |
| ○    | 菅涼星             | 2R 2:40 腕ひしぎ十字固め   | DEEP 115 IMPACT                                                 | 2023年9月18日  |
| ○    | グレートサタ       | 1分1R終了 判定5-0          | BreakingDown8                                                   | 2023年5月21日  |
| ○    | ポーランドの刺客   | 1分1R終了 判定3-0          | BreakingDown7                                                   | 2023年2月19日  |
| ○    | 丸田喬仁           | 1R 0:56 腕ひしぎ十字固め   | BreakingDown4                                                   | 2022年3月21日  |
| ○    | オバクルメンヒロト | 1R 0:11 腕ひしぎ十字固め   | BreakingDown 第2回大会                                          | 2021年9月26日  |
| ○    | 大黒力斗           | 1分1R終了 判定3-0          | BreakingDown 第1回大会                                          | 2021年7月4日   |

## 獲得タイトル
- DEEP FUTURE KING TOURNAMENT ライト級優勝（2024年）